# Positive Mental Octopus

Positive Mental Octopus est une compilation de clips du groupe de rock californien Red Hot Chili Peppers. La vidéo, d'une durée de 30 minutes, est sortie en 1989 en format VHS.
Elle contient les clips des singles extraits des quatre premiers albums studio des Red Hot, Red Hot Chili Peppers, Freaky Styley, The Uplift Mofo Party Plan et Mother's Milk. Aujourd'hui, cette vidéo n'est plus disponible bien que tous les clips présents sur celle-ci soient ressortis en 1992 sur la version vidéo de la compilation What Hits!?.

## Liste des clips
1. "Taste the Pain" - 4:27
2. "Higher Ground" - 3:23
3. "Knock Me Down" - 4:44
4. "Fight Like a Brave" - 3:53
5. "Fire" - 2:01
6. "Jungle Man" - 4:04
7. "Catholic School Girls Rule" - 1:55
8. "True Men Don't Kill Coyotes" - 3:40